# Seguridad nuclear

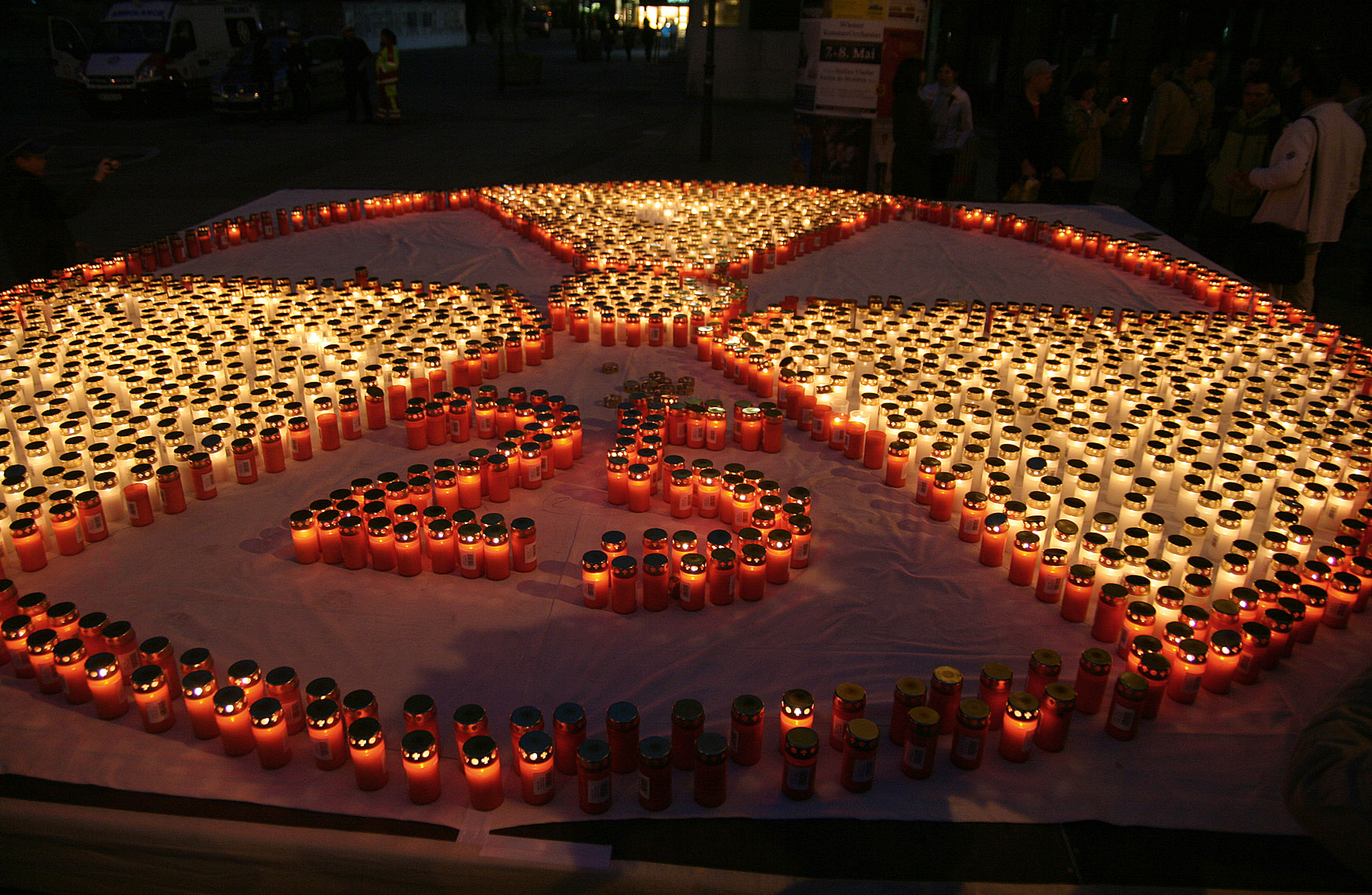
2000 velas en memoria del accidente de Chernóbil ocurrido en el año 1986, en una conmemoración de los 25 años de este accidente nuclear, así como por el desastre nuclear de Fukushima ocurrido en el año 2011.

La seguridad nuclear cubre las acciones tomadas para prevenir los accidentes nucleares y radiológicos o para limitar sus consecuencias. Esto cubre las plantas de energía nuclear así como otras instalaciones nucleares, el transporte de materiales nucleares y el uso y almacenamiento de materiales nucleares para usos médicos, de energía, industriales y militares. 
La industria de la energía nuclear ha mejorado la seguridad y el desempeño de los reactores, y ha propuesto nuevos diseños de reactores más seguros (pero generalmente no probados) pero no hay garantía de que los reactores serán diseñados, construidos y operados correctamente. Los errores ocurren y los diseñadores de reactores en Fukushima en Japón no anticiparon que un tsunami generado por un terremoto destruiría los sistemas de respaldo que se suponía tenían que estabilizar al reactor después del terremoto. De acuerdo a la UBS AG, el accidente nuclear de Fukushima I han sembrado la duda si incluso una avanzada economía como la de Japón puede dominar el tema de la seguridad nuclear. Los escenarios catastróficos que envuelven ataques terroristas también pueden ser factibles. Un equipo interdisciplinario del MIT han estimado que dado el crecimiento esperado de la energía nuclear entre el 2005 y el 2055, al menos cuatro accidentes nucleares serios pueden producirse en ese período.
La seguridad de las armas nucleares, así como la seguridad de la investigación militar relacionada con los materiales nucleares, es generalmente manejada por diferentes agencias de las que administran la civil, por variadas razones, incluyendo el secreto militar.
En español, el término seguridad nuclear puede referirse tanto a la seguridad tecnológica (nuclear safety), orientada a prevenir accidentes, como a la seguridad física (nuclear security), destinada a proteger materiales e instalaciones frente a actos malintencionados.

## Agencias
Internacionalmente la Agencia Internacional de Energía Atómica «trabaja con sus Estados Miembros y múltiples asociados a nivel internacional para promover las tecnologías nucleares seguras (safe), confiables (secure) y pacíficas». Algunos científicos dicen que los accidentes nucleares japoneses del 2011 han revelado que la industria nuclear carece de suficiente planeación, llevando a renovados llamados a redefinir el mandato de la IAEA de tal forma que pueda controlar de mejor forma las plantas nucleares a nivel mundial. Existen varios problemas con la IAEA según Najmedin Meshkati de la Universidad del Sur de California:

Recomienda estándares de seguridad, pero los estados miembros no están obligados a cumplirlos; promueve la energía nuclear, y también monitorea el uso nuclear; es la única organización a nivel global vigilando a la industria de la energía nuclear, y además está a cargo de inspeccionar el cumplimiento del Tratado de No Proliferación Nuclear.

Muchas naciones que utilizan la energía nuclear tienen instituciones especiales que vigilan y regulan la seguridad nuclear. La seguridad nuclear civil en Estados Unidos es regulada por la Comisión Reguladora Nuclear (en inglés: "Nuclear Regulatory Commission", NRC). La seguridad de los materiales y plantas nucleares controlados por el gobierno de Estados Unidos para investigación, producción de armas y las usadas para propulsión de buques de guerra no es controlada por la NRC. En el Reino Unido la seguridad nuclear es regulada por la Oficina para la Regulación Nuclear (en inglés: "Office for Nuclear Regulation", ONR) y el Regulador de la Seguridad Nuclear de la Defensa (en inglés: "Defence Nuclear Safety Regulator", DNSR). La Agencia de Seguridad Nuclear y Protección Radiológica de Australia (en inglés: "Australian Radiation Protection and Nuclear Safety Agency", ARPANSA) es el cuerpo gubernamental federal que monitorea e identifica los riesgos de radiación solar y nuclear en Australia. Es la principal institución que trata con la radiación ionizante y no ionizante y publica material respecto a la protección contra la radiación.
Otras agencias son:
- Comisión de Seguridad Nuclear Canadiense
- Instituto de Protección Radiológica de Irlanda
- Agencia Federal de Energía Atómica, Rusia
- Departamento de Seguridad y Defensa Nuclear, Holanda
- Autoridad Reguladora Nuclear de Pakistán
- Oficina Federal para la Protección contra la Radiación, Alemania
- Consejo Regulador de la Energía Atómica, India

## Centrales nucleares

### Complejidad
Las plantas de energía nuclear son unos de los sistemas de energía más sofisticados y complejos jamás diseñados. Cualquier sistema complejo, no importa lo bien diseñado y construido, no puede ser considerado a prueba de fallos. Stephanie Cooke ha dicho que:

Los propios reactores eran máquinas enormemente complejas con una cantidad incalculable de cosas que podrían funcionar mal. Cuando eso sucedió en Three Mile Island en 1979, se expuso otra línea de errores en el mundo nuclear. Un mal funcionamiento llevó a otro, y esto a otra serie de errores, hasta que el núcleo del reactor comenzó a fundirse, e incluso el más altamente entrenado equipo de ingenieros nucleares del mundo no supo como responder. El accidente reveló serias deficiencias en un sistema que tenía como misión proteger la salud y seguridad de las personas.

Un tema fundamental relacionado con la complejidad es que los sistemas de energía nuclear han excedido por mucho sus períodos de vida. La duración de los proyectos desde el comienzo de la construcción de una planta de energía nuclear comercial, hasta la eliminación segura de sus desechos radiactivos, puede durar entre 100 a 150 años.

### Modos de fallo de las plantas de energía nuclear
Existe la preocupación de que una combinación de errores humanos y mecánicos en una instalación nuclear podrían resultar en un daño significativo a las personas y al ambiente:

Reactores nucleares en operación contienen grandes cantidades de productos radiactivos de la fisión que, si son dispersados, pueden significar un peligro de radiación directa, contaminar el suelo y la vegetación, y ser ingerido por humanos y animales. Humanos expuestos a niveles lo suficientemente altos pueden causar tanto por enfermedades de corto plazo y muerte, y muerte a largo plazo por cáncer y otras enfermedades.

Los reactores nucleares pueden fallar en una variedad de formas. Si la inestabilidad del material nuclear genera un comportamiento inesperado, puede resultar en una excursión de energía no controlada. Normalmente, el sistema de enfriamiento en un reactor está diseñado para ser capaz de manejar el exceso de calor que esta situación causa, sin embargo, si el reactor también experimenta una pérdida accidental de refrigerante, entonces el combustible puede derretir o causar que el contenedor sea llevado a un sobrecalentamiento y se funda. Este evento es conocido como un derretimiento nuclear.
Después de ser apagado, el reactor necesita por algún tiempo de energía externa para alimentar sus sistemas de enfriamiento. Normalmente esta energía es proporcionada por la red de energía a la cual la planta está conectada, o por generadores diésel de emergencia. No proporcionar esa energía a los sistemas de enfriamiento, como sucedió en Fukushima I, puede causar serios accidentes.
Las reglas de seguridad nuclear en Estados Unidos "no consideran adecuadamente el riesgo de que un solo evento corte la alimentación de electricidad desde la red y de los generadores de emergencia, tal como el terremoto y posterior tsunami lo hizo recientemente en Japón", expresaron algunos empleados de la Comisión Reguladora Nuclear en junio de 2011.
Algunas causas intencionales de tales fallas pueden ser el resultado de terrorismo nuclear.

### Vulnerabilidad de las plantas nucleares a ataques
Las plantas de energía nuclear generalmente son consideradas blancos "duros", aunque no siempre esto es así. En Estados Unidos, las plantas están rodeadas por una doble fila de altas rejas que son monitoreadas electrónicamente. Los terrenos de la planta son patrulladas por una considerable fuerza de guardias armados. El criterio de la NRC para "Amenaza Base para el Diseño" es un secreto, y por eso el tamaño de una fuerza atacante frente al cual son capaces de defenderse es desconocido. Sin embargo, para hacer un scram (hacer un apagado rápido de emergencia) de una planta no toma más de 5 segundos mientras que un reinicio sin impedimentos puede tomar horas, dificultando seriamente que una fuerza terrorista pueda liberar radiactividad en un hipotético ataque.
Un ataque aéreo es un problema que ha sido resaltado desde los atentados del 11 de septiembre en Estados Unidos. Sin embargo, en el año 1972 tres secuestradores aéreos tomaron el control de un vuelo de pasajeros doméstico que se desplazaba a lo largo de la costa oriental de Estados Unidos y amenazaron estrellar el avión en una de armas nucleares en Oak Ridge, Tennessee. El avión estuvo tan cerca como 2.500 metros sobrevolando el sitio antes de que las demandas de los secuestradores fueron cumplidas.
La más importante barrera contra la liberación de radiactividad en un evento de un choque de un avión contra una planta de energía nuclear es el edificio de contención y su escudo contra misiles. El actual presidente de la NRC Dale Klein ha dicho que "Las plantas de energía nuclear son estructuras inherentemente robustas que nuestros estudios muestran que proporcionan una adecuada protección en un hipotético ataque por un avión. La NRC también ha tomado acciones que requieren que los operadores de plantas de energía nuclear sean capaces de enfrentar grandes incendios o explosiones no importa lo que los haya causado".
Además, los partidarios de la energía nuclear destacan a grandes estudios llevados a cabo por el Instituto de Investigaciones de Energía Eléctrica de Estados Unidos que prueban la robustez de tanto el reactor como del almacenaje de los desechos de combustible y encontraron que estas infraestructuras deberían ser capaces de resistir un ataque terrorista comparable a los atentados terroristas del 11 de septiembre en Estados Unidos. El combustible gastado usualmente es almacenado al interior de la "zona protegida" de la planta o un contenedor de transporte de combustible nuclear usado; robarlo para usarlo en un "bomba sucia" es extremadamente difícil. La exposición a la intensa radiación casi inmediatamente incapacitaría o mataría a cualquiera que intentara hacerlo.
En septiembre de 2010, el análisis de gusano computacional Stuxnet sugirió que fue diseñado para sabotear una planta de energía nuclear. Tal "ciberataque" se saltaría las defensas físicas de las plantas nucleares y esto demostraría una importante nueva vulnerabilidad.

### Localización de las plantas

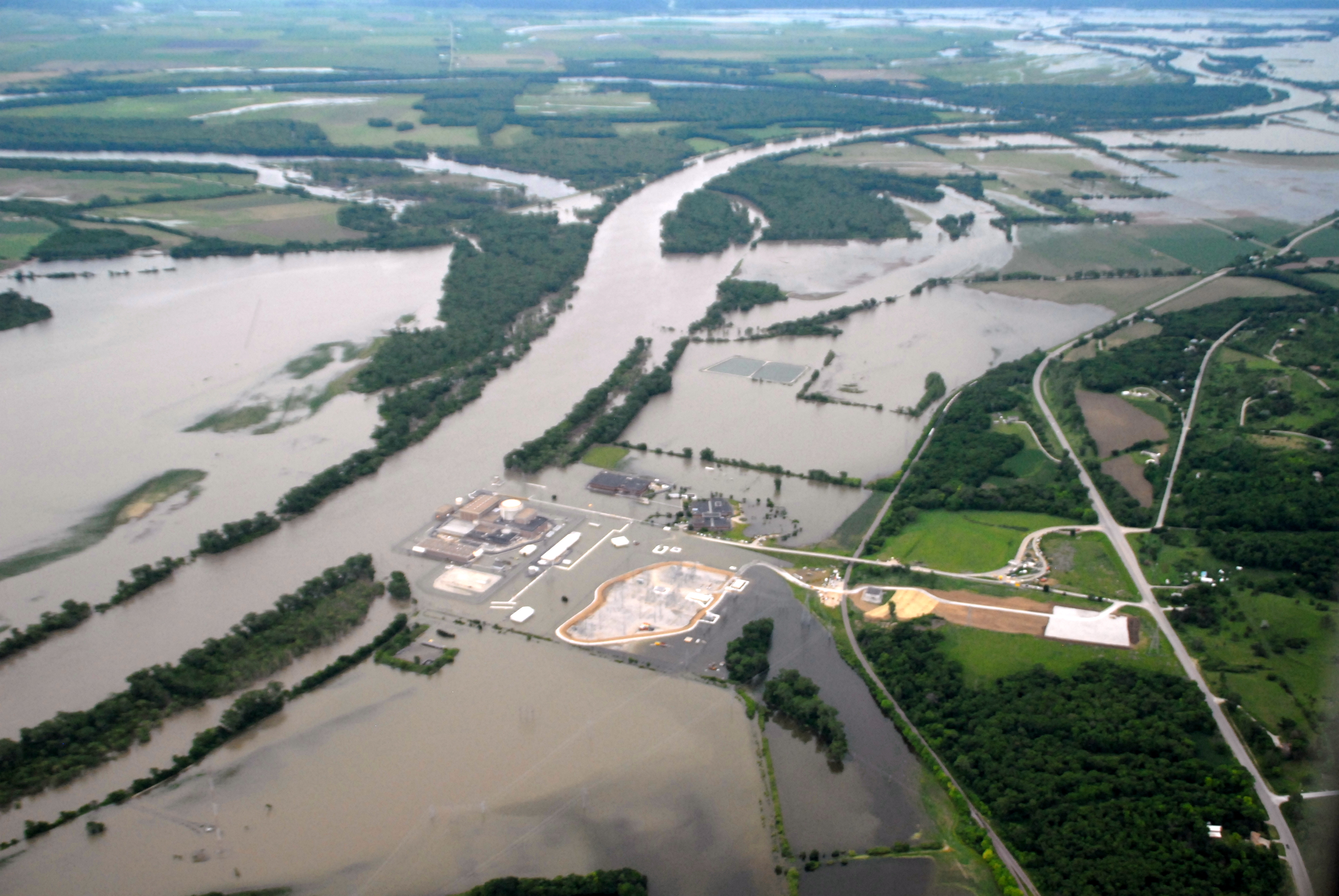
La Estación Generadora Nuclear de Fort Calhoun rodeada por las inundaciones del río Misuri del 2011 el 16 de junio de 2011

En muchos países, las plantas están a menudo localizadas en la costa, con el propósito de proporcionar una fuente de agua de enfriamiento para el esencial sistema de servicios de agua. Como una consecuencia el diseño necesita considerar los riesgos de inundaciones y de tsunami. El Consejo Mundial de Energía (en inglés: World Energy Council, WEC) argumenta que los riesgos de desastres están cambiando y que el incremento de la posibilidad de desastres tales como terremotos, ciclones, huracanes, tifones e inundaciones. El cambio climático y el incremento de las temperaturas, los niveles más bajos de precipitaciones y un incremento en la frecuencia y severidad de las sequías pueden llevar a escasez de agua potable. El agua salada es corrosiva y por lo tanto el abastecimiento de energía nuclear sea probablemente afectada en forma negativa por dicha escasez. Este problema genérico puede aumentar en el tiempo. La falla en calcular correctamente el riesgo de inundaciones llevó a un evento de Nivel 2 en la Escala Internacional de Accidentes Nucleares durante la inundación de la planta de energía nuclear de Blayais en 1999, mientras que las inundaciones causadas por el Terremoto y tsunami de Japón de 2011 llevaron a los accidentes nucleares de Fukushima I.
El diseño de plantas nucleares localizadas en zonas sísmicamente activas también requiere que el riesgo de terremotos y tsunamis sean tomados en cuenta. Japón, India, China y Estados Unidos están entre los países que poseen plantas nucleares en regiones afectas por terremotos. El daño causado a la planta de energía nuclear de Kashiwazaki-Kariwa de Japón durante el terremoto de Chūetsu de 2007 hizo surgir la preocupación en expertos japoneses, previo a los accidentes de Fukushima, sobre el efecto de un genpatsu-shinsai (efecto dominó en una planta de energía nuclear producto de un terremoto).

### Sistemas de seguridad para reactores nucleares
Los tres principales objetivos de los sistemas de seguridad para reactores nucleares como están definidos por la Comisión Reguladora Nuclear son apagar el reactor, mantener la condición de apagado y prevenir la liberación de material radiactivo durante los eventos o accidentes. Estos objetivos son alcanzados usando una variedad de equipamiento, que son parte de diferentes sistemas, cada uno de los cuales lleva a cabo funciones específicas.

## Peligros del material nuclear
El material nuclear puede ser peligroso si no es manejado o desechado en forma apropiada. Experimentos con piezas de material nuclear de tamaño casi de masa crítica pueden provocar el riesgo de un accidente de criticidad. David Hahn, "El Niño Explorador Radiactivo" (en inglés: "The Radioactive Boy Scout") quien trató de construir un reactor nuclear en su casa, sirve como un ejemplo de alguien que falló en desarrollar y seguir los protocolos de seguridad adecuados. Tales fallas pueden provocar casos de contaminación radiactiva.
Incluso cuando están adecuadamente contenidos, los subproductos de la fisión que ya no tienen utilidad generan desechos radiactivos, que deben ser desechados apropiadamente. El combustible nuclear gastado que ha sido removido recientemente de un reactor nuclear generará grandes cantidades de calor por decaimiento que requerirá de bombear agua para enfriamiento por un año o más para prevenir el sobrecalentamiento. Además, el material expuesto a la radiación por neutrones —que está presente en los reactores nucleares— puede a su vez convertirse en radiactivo, o a contaminarse con el desecho nuclear. Adicionalmente, también hay químicos tóxicos o peligrosos que pueden ser usados como parte de la operación de la planta, que deben ser manejados y desechados en forma apropiada.

## Nuevas tecnologías nucleares
Lo más probable es que las próximas plantas nucleares en ser construidas sean diseños de la Generación III o III+, y unas poca de tales plantas ya están en operación en Japón. Los reactores de IV Generación tendrán aumentos incluso mayores en términos de seguridad. Estos nuevos diseños se esperan que sean pasivamente seguros o muy cercanos a eso, y quizás incluso inherentemente seguros (como en los diseños PBMR).
Algunas de las mejoras hechas (no todas en todos los diseños) son tener tres conjuntos de generadores diesel y sus sistemas de enfriamiento de emergencia para el núcleo asociados más que sólo un par, tener estanques de enfriamiento (grandes estanques llenos de refrigerante) instalados sobre el núcleo que se abran en forma automática, tener una contención doble (un edificio de contención al interior de otro), etc.
Sin embargo, los riesgos de seguridad pueden ser los más altos cuando los sistemas nucleares son los más nuevos, y los operadores tienen menos experiencia con ellos. El ingeniero nuclear David Lochbaum explica que casi todos los accidentes nucleares serios ocurren con lo que en ese momento era la tecnología más reciente. Él argumenta que "el problema con los reactores más nuevos y los accidentes son dos: surgen escenarios que son imposibles de planificar en las simulaciones, y los humanos cometen errores". Como un director de un laboratorio de investigación en Estados Unidos dice "la fabricación, construcción, operación y mantenimiento de nuevos reactores enfrentará una curva de aprendizaje muy fuerte; las tecnologías avanzadas aumentarán el riesgo de accidentes y errores. La tecnología puede ser probada, pero las personas no".

## Cultura de seguridad y errores humanos
Una noción relativamente prevalente en las discusiones sobre la seguridad nuclear es acerca de la cultura de la seguridad. El International Nuclear Safety Advisory Group (en castellano: Grupo Asesor Internacional sobre Seguridad Nuclear), la defina como “la dedicación y responsabilidad personal de todos los individuos involucrados en cualquier actividad que tenga que ver con la seguridad de las plantas de energía nuclear”. La meta es “diseñar sistemas que usan las capacidades humanas en formas apropiadas, que protegen a los sistemas de las fragilidades humanas, y que protejan a los humanos de los peligros asociados con el sistema”.
Al mismo tiempo, existe alguna evidencia que las prácticas operacionales no son fáciles de cambiar. Los operadores casi nunca siguen exactamente las instrucciones y procedimientos escritos, y “la violación de las reglas parece ser bastante racional, dada la carga de trabajo real y las restricciones de tiempo bajo las cuales los operadores deben hacer su trabajo”. Muchos intentos para mejorar la cultura de seguridad nuclear “fueron compensados por las personas al adaptarse a los cambios de forma inesperada”.
Una evaluación conducida por el Commissariat à l’Énergie Atomique (CEA) en Francia concluyó que ninguna cantidad de innovación técnica puede eliminar el riesgo de errores inducidos por los humanos asociados con la operación de las plantas de energía nuclear. Dos tipos de errores fueron calificadas como las más serias: los errores cometidos durante las operaciones en terreno, tales como mantenciones y pruebas, que pueden causar accidentes; y los errores humanos cometidos durante accidentes más pequeños o menos graves que se acoplan en cascada para provocar una falla completa.
De acuerdo a Mycle Schneider, la seguridad de un reactor depende sobre todo en la 'cultura de seguridad', incluyendo la calidad del mantenimiento y el entrenamiento, la competencia del operador y de la fuerza de trabajo, y la rigurosidad de la supervisión de las regulaciones. De esta forma un reactor más nuevo y mejor diseñado no siempre es el más seguro, y los reactores más viejos no son necesariamente más peligrosos que los más nuevos. El accidente de 1978 de Three Mile Island ocurrió en un reactor que había comenzado a operar solo tres meses antes, y el desastre de Chernóbil ocurrió después de sólo dos años de operación. Una grave pérdida de refrigerante ocurrió en el reactor francés de Civaux-1 en 1988, menos de cinco meses después de iniciar sus operaciones.
Sin embargo una planta segura está diseñada para ser operada por humanos que tienden a cometer errores. Laurent Stricker, un ingeniero nuclear y presidente de la Asociación Mundial de Operadores Nucleares dice que los operadores deben preocuparse de evitar la complacencia y la excesiva confianza. Los expertos dicen que el "factor interno con mayor peso en determinar la seguridad de una planta es la cultura de seguridad entre los reguladores, operadores y la fuerza de trabajo — y crear tal cultura no es fácil".

## Evaluación del riesgo
La densidad de la población es un factor a través del cual todos los otros riesgos deben ser evaluado, dice Laurent Stricker:

La planta nuclear de KANUPP en Karachi, Pakistán, tiene la mayor cantidad de personas viviendo dentro de un radio de 30 kilómetros, alrededor de 8,2 millones, aunque este es un reactor relativamente pequeño con una potencia de 125 megawatts. Sin embargo, los que le siguen son mucho más grandes — la planta de Kuosheng de Taiwan tiene una potencia de 1.933-megawatt con 5,5 millones de personas dentro de un radio de 30 kilómetros y la planta de Chin Shan con 4,7 millones; ambas zonas incluyen a la capital Taipei.

- Escala Internacional de Accidentes Nucleares
- Evaluación comparativa del riesgo[36]
- Evaluación probabilística del riesgo
  - Riesgos de Accidentes Graves: Una evaluación para cinco plantas nucleares de energía en Estados Unidos NUREG-1150 1991
  - Cálculo de las Consecuencias de un Accidente con un Reactor CRAC-II 1982
  - Informe Rasmussen: Estudio de la Seguridad de un Reactor WASH-1400 1975
  - El informe Brookhaven: Posibilidades y Consecuencias Teoréticas de Accidentes Graves en Grandes Plantas de Energía Nuclear WASH-740 1957

El AP1000 tiene una frecuencia de daño del núcleo máxima de 5,09 x 10−7 por planta por año. El Reactor de Energía Evolucionaria (en inglés: Evolutionary Power Reactor, EPR) tiene una frecuencia de daño del núcleo máxima de 4 x 10−7 por planta por año. General Electric ha recalculado las frecuencias de daño del núcleo máximas por año por planta para sus diseños de plantas de energía nuclear que se muestran a continuación:
BWR/4 -- 1 x 10-5
BWR/6 -- 1 x 10-6
ABWR -- 2 x 10-7
ESBWR -- 3 x 10-8

## Más allá de los eventos bases de diseño
Como Fukushima ha mostrado, las amenazas externas — tales como terremotos, tsunamis, incendios, inundaciones, tornados y ataques terroristas — son algunos de los factores de riesgos más grandes para un accidente nuclear serio. Pero, los operadores de estas plantas normalmente han considerado estas secuencias de accidentes (denominados eventos 'más allá del diseño base') tan poco probables que no han preparado o construido salvaguardas completas.
El pronóstico de la localización del próximo terremoto o el tamaño del próximo tsunami es un arte imperfecta. Las plantas nucleares situadas fuera de las zonas de peligro geológico conocidas "podrían ser una amenaza mayor en el caso de que ocurra un terremoto dentro de aquellas zonas, ya que tendrían una protección contra terremotos más débil incluida dentro de su diseño". La planta de Fukushima I, por ejemplo, estaba "localizada en un área designada, según el mapa de riesgo sísmico de Japón, con baja probabilidad de un gran terremoto o tsunami, cuando el tsunami de 2011 llegó, fue mucho mayor contra lo que los ingenieros habían planificado".

## Moralidad
Históricamente muchos científicos e ingenieros han tomado decisiones en nombre de las poblaciones potencialmente afectadas acerca de si un particular nivel de riesgo e incerteza es aceptable para ellas. Muchos ingenieros y científicos nucleares que han tomado tales decisiones, incluso por buenos motivos en relación con la disponibilidad de energía en el largo plazo, ahora consideran que hacerlo son el consentimiento informado de estas es erróneo, y que la seguridad de la energía nuclear y de las tecnologías nucleares deberían estar basada fundamentalmente en la moralidad, más que en consideraciones puramente técnicas, económicas o comerciales.
De acuerdo a Stephanie Cooke, es difícil conocer lo que ocurre realmente al interior de las plantas de energía nuclear ya que la industria está rodeada por el secreto. Las corporaciones y gobiernos controlan cualquier información que es hecha disponible para el público general. Cooke dice "cuando la información es hecha disponible, a menudo está en una prosa y jerga incomprensible".
Kennette Benedict ha dicho que la tecnología nuclear y la operación de estas plantas continúan teniendo falta de transparencia y están relativamente cerradas al escrutinio público:

A pesar de victorias tal como la creación de la Comisión de Energía Atómica, el secreto que comenzó con el Proyecto Manhattan ha tendido a permear el programa nuclear civil, así como a los programas militares y de defensa.

## Accidentes nucleares y radiológicos

### Accidentes de Fukushima I en 2011

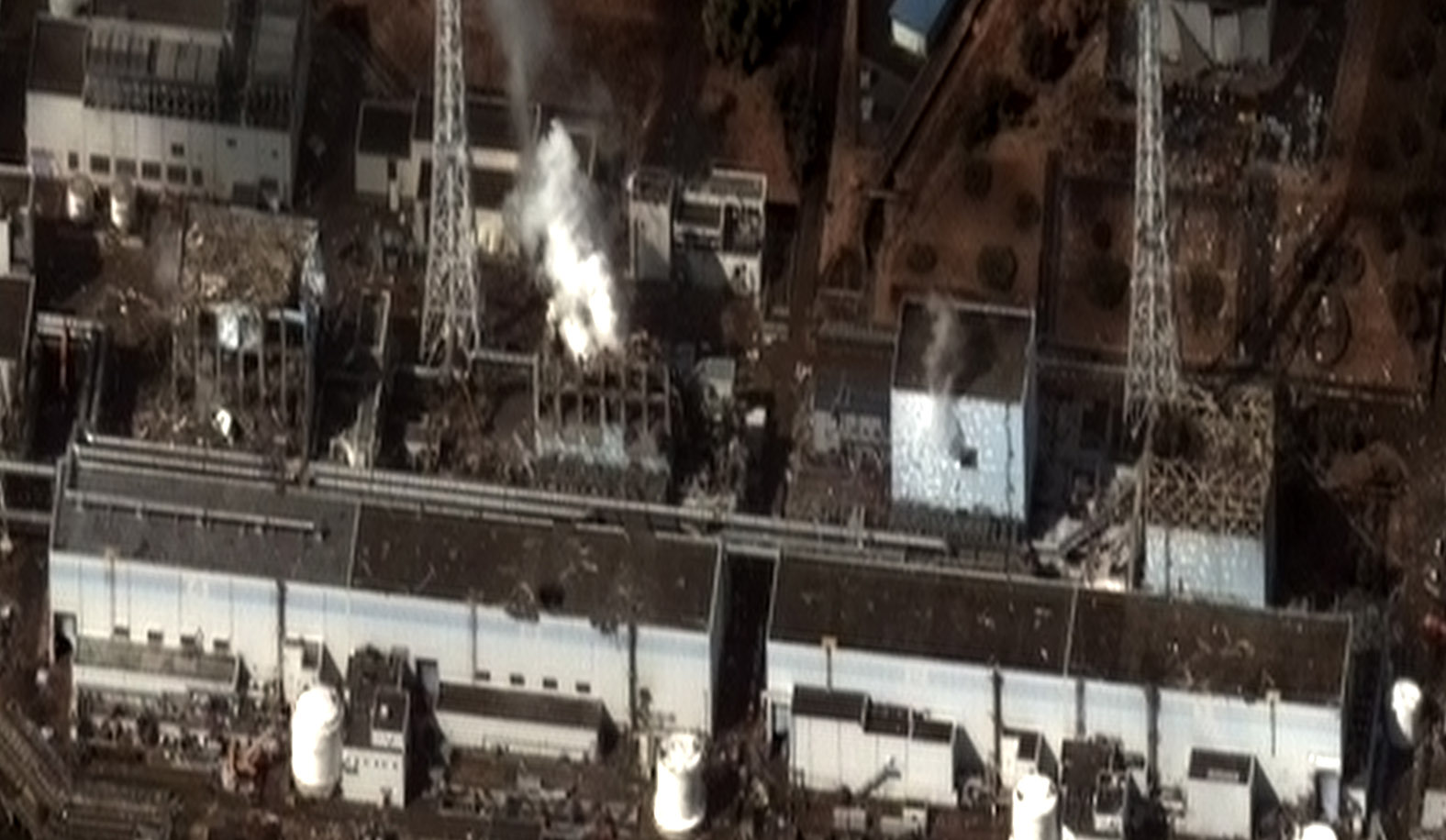
Tres de los reactores en Fukushima I se sobrecalentaro, causando un derretimiento que eventualmente llevó a explosiones de hidrógeno, lo que liberó grandes cantidades de gases radiactivos en la atmósfera.

La planta de energía nuclear de Fukushima I de cuarenta años de edad, construida en la década de los años 1970, resistió el peor terremoto registrado en Japón en marzo de 2011 pero sus generadores de energía y de respaldo fueron destruidos por un tsunami de 7 metros que lo siguió. Los diseñadores de los reactores en Fukushima no anticiparon que un tsunami generado por un terremoto destruiría los sistemas de respaldo que se suponían debían estabilizar al reactor después de un terremoto. Los reactores nucleares son "sistemas inherentemente complejos, delicadamente coordinados que, en situaciones de emergencia, interacciones secuenciales se desarrollarán muy rápidamente de tal forma que los operadores humanos serán incapaces de predecirlas y dominarlas".

Sin la disponibilidad de electricidad para bombear el agua necesaria para enfriar el núcleo atómico, los ingenieros liberaron el vapor radiactivo en la atmósfera para bajar la presión, llevando a una serie de explosiones que destruyeron las murallas de concreto alrededor de los reactores. Las lecturas de radiación aumentaron alrededor de Fukushima a medida que el desastre se agravaba, forzando la evacuación de 200.000 personas y causando la elevación de los niveles de radiación en las afueras de Tokio, 210 kilómetros al sur, con una población de 30 millones.

Los generadores diésel de respaldo que podrían haber impedido el desastre estaban localizados en un subterráneo, donde ellos fueron inundados por las olas. La cascada de eventos en Fukushima había sido pronosticada en un informe publicado en Estados Unidos varias décadas atrás:

El informe de 1990 realizado por la Comisión Regulatoria Nuclear de Estados Unidos, una agencia independiente responsable por la seguridad en las plantas nucleares del país, identificó que la falla de los generadores diésel inducida por un terremoto y subsiguiente corte de la energía llevando a una falla de los sistemas de enfriamiento como una “de las causas más probables” de accidentes nucleares provocados por un evento externo.

Mientras que el informe era citado en una declaración realizada por la Agencia de Seguridad Industrial y Nuclear de Japón en el año 2004, parece que medidas adecuadas para resolver el riegos no fueron tomadas por la empresa Tokyo Electric. Katsuhiko Ishibashi, un profesor de sismología de la Universidad de Kōbe, había dicho que la historia de accidentes nucleares de Japón está llena de sobre confianza en la ingeniería de las instalaciones de la planta. En el año 2006, él renunció de un panel gubernamental sobre la seguridad de los reactores nucleares, debido a que el proceso de revisión estaba manipulado y “no era científico”.
De acuerdo a la Agencia Internacional de Energía Atómica, Japón "subestimó el peligro de los tsunamis y falló en preparar sistemas de respaldos adecuados en la planta nuclear de Fukushima Daiichi". Esto repitió una ampliamente mantenida crítica en Japón y es que "los lazos colusivos entre los reguladores y la industria llevan a una débil vigilancia y a una falla para asegurar niveles de seguridad adecuados en las plantas". La IAEA también ha dicho que el desastre de Fukushima expuso la carencia de sistemas de respaldo adecuados en la planta. Una vez que la energía se perdió completamente, las funciones críticas tales como el sistema de enfriamiento se apagaron. Tres de los reactores se "sobrecalentaron rápidamente, causando derretimientos que eventualmente llevaron a explosiones, que lanzaron grandes cantidades de material radiactivo en la atmósfera".
Louise Fréchette y Trevor Findlay han dicho que son necesarios más esfuerzos para asegurar la seguridad nuclear y mejorar las respuestas a los accidentes:

La crisis de múltiples reactores en la planta de energía nuclear de Fukushima en Japón refuerza la necesidad de fortalecer los instrumentos globales para asegurar la seguridad nuclear a nivel mundial. El hecho de que un país que ha estado operando reactores de energía nuclear por décadas haya mostrado una alarmante improvisación en sus respuestas y tan poco deseoso de revelar los hechos incluso a sus propio pueblo, mucho menos a la Agencia Internacional de Energía Atómica, es un recuerdo de que la seguridad nuclear es un constante trabajo en progreso.

David Lochbaum, el jefe de la seguridad nuclear en la Unión de Científicos Preocupados, había cuestionado repetidamente la seguridad del diseño del reactor General Electric Mark 1 de la planta de Fukushima I, que es usado casi en un cuarto de la instalaciones nucleares de Estados Unidos.
Un informe del gobierno japonés a la IAEA dice que "el combustible nuclear en tres de los reactores probablemente se fundió a través de los contenedores internos, no sólo el núcleo". El informe dice que el diseño "inadecuado" básico del reactor — el modelo Mark-1 desarrollado por General Electric — incluía "el sistema de ventilación para los contenedores y la localización de las piscinas de enfriamiento del combustible gastado en una posición elevada dentro de los edificios, lo que resultó en fugas del agua radiactiva que dificultaron el trabajo de reparación".
Después de la emergencia de Fukushima, la Unión Europea decidió que los reactores ubicados en territorio de las 27 naciones miembros deberían ser sometidos a pruebas de seguridad.
De acuerdo a UBS AG, los accidentes nucleares de Fukushima I probablemente dañarán más la credibilidad de la industria nuclear que lo sucedido en Chernóbil en el año 1986:

El accidente ocurrido en la antigua Unión Soviética 25 años atrás 'afectó a un reactor en un estado totalitario sin ninguna cultura de seguridad', los analistas de UBS incluyendo a Per Lekander y Stephen Oldfield escribieron en un informe. 'En Fukushima, los cuatro reactores estuvieron sin control por semanas -- generando dudas si incluso una avanzada economía puede dominar el tema de la seguridad nuclear'.

De acuerdo al director para el Sureste asiático y Oceanía de Areva, Selena Ng, los accidentes nucleares de Fukushima I son "una enorme llamada de atención para la industria nuclear que no siempre ha sido lo suficientemente transparente acerca de los temas de seguridad". Ella dijo "existía una cierta clase de complacencia antes de Fukushima I y pienso que ahora no podemos darnos el lujo de dicha complacencia".

### El desastre de Chernobil en 1986
A medida que los materiales radiactivos decaen, ellos liberan partículas que pueden dañar al cuerpo humano y llevan al cáncer, particularmente el cesio-137 y el yodo-131. En el accidente nuclear de 1986 en Chernóbil, fugas de cesio-137 contaminaron el suelo. Algunas comunidades fueron abandonadas permanentemente. Miles de personas que ingirieron leche contaminada con iodo radiactivo desarrollaron cáncer a la tiroides.

### Otros accidentes
Serios accidentes nucleares y por radiación incluyen a los accidentes de Chalk River (1952, 1958 & 2008), el desastre de Mayak (1957), el incendio de Windscale (1957), el accidente SL-1 (1961), el accidente del submarino soviético [K-19]] (1961), el accidente de Three Mile Island (1979), el derrame del molino de uranio de Church Rock (1979), el accidente del submarino soviético K-431 (1985), el accidente de Goiânia (1987), el accidente de radioterapia de Zaragoza (1990), el accidente de radioterapia de Costa Rica (1996), el accidente nuclear de Tokaimura (1999), la fuga de THORP de Sellafield (2005) y el derrame de cobalto-60 del Flerus IRE (2006).

## Impactos en la salud

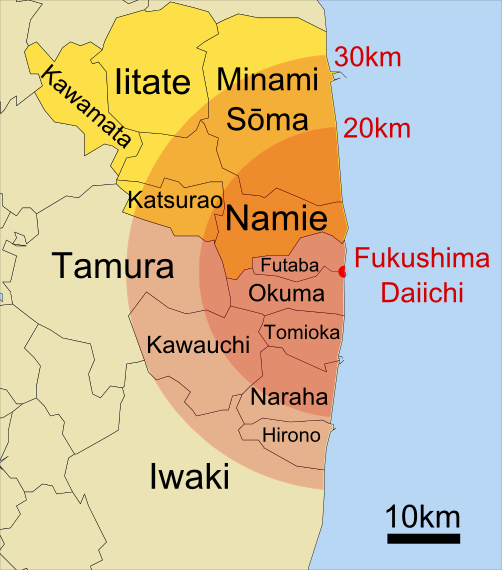
Pueblos, villas y ciudades japonesas alrededor de la planta nuclear Fukushima Daiichi. Las áreas de 20 y 30 km tenían órdenes de evacuación y refugio, y los distritos administrativos adicionales que tenían órdenes de evacuación se muestran destacados.

A pesar de los accidentes como Chernóbil, los estudios han mostrado que las muertes por efecto de materiales nucleares se producen principalmente en los procesos de la minería del uranio y que la energía nuclear ha generado por lejos muchos menos muertes que los altos niveles de polución resultantes de uso de combustibles fósiles convencionales.
Stephanie Cooke dice que no es útil hacer solo comparaciones en términos del número de muertes, ya que la vida de las personas después de los accidentes también es relevante, como en el caso de los accidentes nucleares de Japón en el año 2011:

Existen personas en Japón en este momento que están encarando la decisión de no regresar para siempre a sus hogares, o si ellos regresan a sus casas, a vivir en un área básicamente contaminada para siempre. Y sabiendo que cada vez que ellos ingieran sus alimentos, podría estar contaminado y que siempre estarán viviendo con el temor de que ellos morirán tempranamente debido al cáncer inducido por cesio o estroncio o algún otro radioisótopo que esté en sus vegetales. Afecta a millones de personas, afecta nuestro suelo, afecta nuestra atmósfera, sabemos que los radioisótopos de Fukushima irán a parar al mar. No sólo matan ahora, sino que también en el futuro, y podrían matar siglos más tarde. Ya que el material que se deposita no sólo finaliza, sino que tiene una larga, larga vida. Está afectando a los futuras generaciones, no sólo a esta. No soy una gran admiradora de quemar carbón. Pienso que cualquiera de estas grandes y masivas plantas que lanzan contaminación a la atmósfera no es nada bueno. Pero pienso que hacer estas comparaciones solo en términos de muertes nucleares no ayudan en nada.

El accidente de Fukushima forzó a evacuar a más de 80.000 residentes de los alrededores de la planta.

## Países en desarrollo
Existe una preocupación de que los países en desarrollo "se apresuren en unirse a los así llamado renacimiento nuclear sin la necesaria infraestructura, personal, estructura regulatoria y cultura de seguridad". Algunos países con aspiraciones nucleares como Nigeria, Kenia, Bangladés y Venezuela, no tienen una significativa experiencia industrial y requerirán al menos de una década de preparación antes de iniciar los trabajos de construcción de un reactor.
La velocidad del programa de construcción nuclear en China ha levantado preocupaciones acerca de su seguridad. El desafío para el gobierno y las compañías nucleares es "mantener una vigilancia de un creciente ejército de contratistas y subcontratistas que pueden verse tentados a realizar ahorros bajando la calidad de su trabajo". China ha sido aconsejada a mantener salvaguardias nucleares en una cultura de negocios donde la calidad y la seguridad son algunas veces sacrificados en favor de ahorro de costos, los beneficios y la corrupción. China ha solicitado asistencia internacional para entrenar más inspectores de plantas de energía nuclear.

## Nota
- Esta obra contiene una traducción  derivada de «Nuclear safety» de Wikipedia en inglés, concretamente de esta versión, publicada por sus editores bajo la Licencia de documentación libre de GNU y la Licencia Creative Commons Atribución-CompartirIgual 4.0 Internacional.